# Ciutadella de Perpinyà

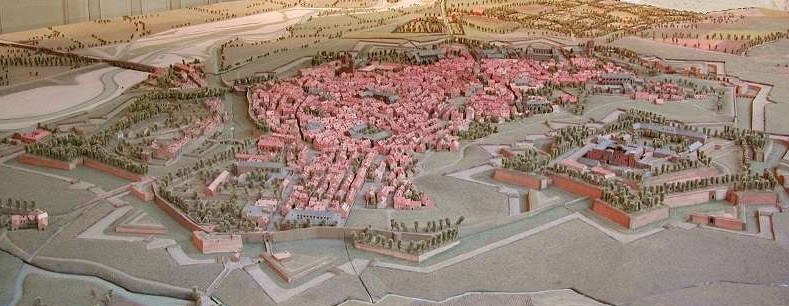
Maqueta de la Perpinyà del segle XVIII

La Ciutadella de Perpinyà és una fortificació militar d'època moderna de la vila vella de Perpinyà, a la comarca del Rosselló (Catalunya Nord).
Està situada a migdia de la vila vella, dalt d'un petit turó que, sobretot actualment, no es destaca gaire respecte de la resta de la ciutat. De tota manera, l'emplaçament del castell és entre 20 i 30 metres més enlairat que la major part de la ciutat.

## Història
Una primera ciutadella havia estat construïda a finals del segle xv com a reforç del vell Castell de Perpinyà. Havia estat Lluís XI de França qui n'havia ordenat la construcció, que començà el maig del 1477. Fou adquirit marbre de Baixàs, i a finals del 1483 ja hi havia guarnició, en aquest recinte, documentat com a ciutadella del castell reial de la vila de Perpinyà. De la mateixa època data el baluard i porta de Nostra Senyora, denominada actualment el Castellet. Amb la construcció del 1477-1483 apareix a Perpinyà per primer cop el terme ciutadella (en els textos en llatí, civitatella).

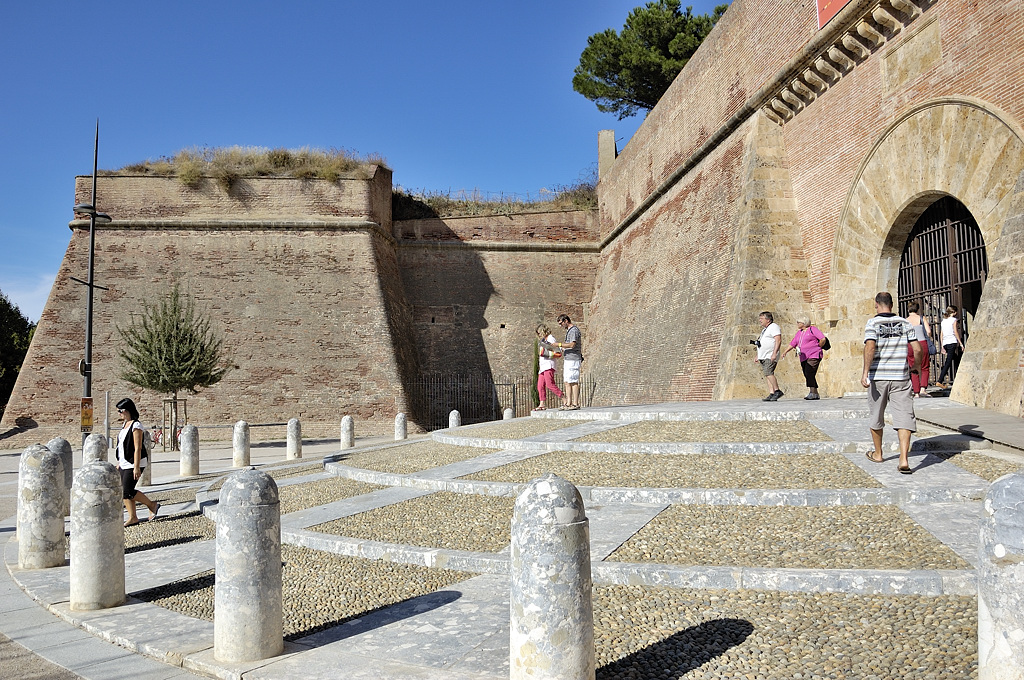
Porta d'accés al recinte de la Ciutadella de Perpinyà

Al llarg dels segles xvi i xvii a l'entorn seu es començà a construir la ciutadella actual, a partir dels desigs de Carles V. De primer foren aprofundits els fossars de les muralles, i reforçades aquestes. Més tard, s'enderrocà un miler de cases que feien nosa per a la construcció dels baluards defensius. En diversos trams, la vella muralla medieval fou abatuda per tal de construir noves cortines, més resistents. Les obres foren diverses vegades revisades pels reis que regnaven en aquell moment: consten visites de Felip II de Castella el 1548, entre d'altres. El vell convent de Santa Clara caigué perquè ocupava el lloc per on havia de passar la nova fortificació, cosa que feu bastir un nou convent de clarisses més enllà de la nova muralla, fora vila.
Els avenços tecnològics de l'artilleria feren veure, ja el 1560, que aquests obres estaven quedant obsoletes, i començà l'aplicació de noves obres per actualitzar aquestes defenses. Es feren cinc baluards: tres cap al sud (baluards de Sant Andreu, de Sant Felip i de Sant Jordi) i tres més cap al nord, en direcció a la vila (Sant Mateu, Santa Bàrbara i Sant Joan). Hi destacava una porta d'entrada bellament decorada amb escultures i motllures.
Els costos de tots aquests treballs foren tan elevats que Felip II va creure convenient que no ho paguessin només els rossellonesos, a càrrec de qui havia anat fins a aquell moment. Així, el 1573 va aconseguir que les Corts aprovessin que hi contribuïssin les vegueries de Berga, Cervera, Lleida, Manresa, Tarragona, Urgell i Vic, a més dels habitants de Poblet.

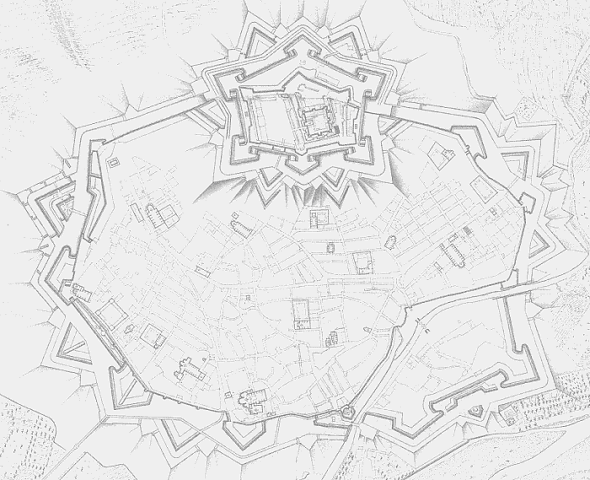
Planta de la Ciutadella de Perpinyà i de les fortificacions de la vila

Fou acabada pel conegut enginyer militar Vauban a la segona meitat del segle xvii. En totes les guerres dels segles XVI, XVII i XVIII fou un dels centres neuràlgics de l'organització dels exèrcits de guarnició en el Rosselló.
Per a la seva construcció foren enderrocats diversos barris, en part o sencers (un d'ells, el que contenia el gran prostíbul de Perpinyà, situat fora dels murs de la ciutat, entre les portes de Bages i d'Elna: in lupanario vocato de na Mallorques o apud Lupanar majus presentis ville Perpiniani). També quedaren afectats els barris de Sant Mateu, de la Real i de Sant Jaume), tot i que una part del vell castell (bàsicament el Palau Reial) es va respectar, deixant-lo en el centre de la nova construcció militar. Entre els edificis destacats enderrocats en aquestes obres destaquen l'antiga església parroquial de Sant Mateu i el convent vell dels Caputxins.
L'erecció de la ciutadella suposà l'establiment d'una guarnició de soldats professionals a la vila. Perpinyà disposava de quatre companyies de milícies burgeses preparades per a la defensa de la ciutat, però amb la ciutadella es buscava l'establiment d'una base permanent per a l'exèrcit reial. Aquest exèrcit, format per mercenaris de múltiples orígens, amb pocs catalans entre aquestes tropes, suposà l'inici d'un descontentament, més endavant enfrontament, entre els perpinyanencs i l'exèrcit, que s'allargassà més de 300 anys.

Fragment de les muralles de la Ciutadella, amb l'entrada cap al Castell i el Palau

## Usos posteriors
Un cop començà a minvar la necessitat de l'ús militar de tota la fortificació, se'n començaren a utilitzar sectors per a altres usos. Ja a finals del segle xviii, per exemple, al bastió nord de la ciutadella es va crear el Jardí de les plantes, al servei de la Universitat de Perpinyà.